# Diego Fernández de Córdoba, I marqués de Comares
Diego Fernández de Córdoba y Arellano, I marqués de Comares (1464 - Orán, 1518), fue un noble y militar castellano que ostentó los cargos de virrey de Navarra (1512-15), gobernador y capitán general de Orán y Mazalquivir (1510-12; 1516-18).

## Biografía
Se desconoce el lugar de nacimiento de Diego Fernández, aunque algunas fuentes han sugerido Toledo. Hijo primogénito de Martín Fernández de Córdoba y de su esposa y prima Leonor de Arellano y Fernández de Córdoba, hija de Pedro Fernández de Córdoba y Arellano, V señor de Aguilar, sucedió a su padre como XI señor de Espejo, VI señor de Lucena y V señor de Chillón y en el título de VI alcaide de los Donceles. Contrajo matrimonio con Juana Pacheco, hija de Juan Pacheco, I duque de Escalona, I marqués de Villena, I conde de Xiquena, III señor de Belmonte, y de su esposa María Portocarrero Enríquez, VII señora de Moguer y IV señora de Villanueva del Fresno.

### Gobernador de Orán y Mazalquivir
Tuvo una participación destacada en la guerra de Granada, durante la cual capturó, junto a su tío el II conde de Cabra, al rey Boabdil en la batalla de Lucena en abril de 1483. Asimismo, también tomó un papel relevante durante el asedio y toma de la ciudad de Baza. Por sus esfuerzos durante la contienda los Reyes Católicos le entregaron la villa de Sedella, que posteriormente permutó por Comares.
Una vez terminada la Reconquista en la península ibérica, los esfuerzos se centraron en evitar los ataques desde el norte de África. Con este objetivo, un año después de la muerte de Isabel la Católica, y debido a la decidida intervención del cardenal Cisneros, en septiembre de 1505 dirigió las tropas que conquistaron Mazalquivir, en la actual Argelia. Durante el reinado conjunto de Juana I y Felipe I un año después fueron suspendidas estas intervenciones en el Magreb, por lo que Diego trasladó sus propias tropas desde Málaga hasta Tremecén, donde sufrió una terrible derrota que lo obligó a retirarse hasta Mazalquivir. Unos años más tarde, en 1509, bajo la regencia de Fernando el Católico y, de nuevo, bajo las órdenes del cardenal Cisneros, asistió en la toma de Orán y de Bugía, ambas en la actual Argelia, y Trípoli, en la actual Libia. Estos éxitos militares le llevaron a ser nombrado como gobernador y capitán general de Mazalquivir y de Orán entre 1510 y 1512.

### Virrey de Navarra
La culminación de su carrera militar se produjo cuando Fernando el Católico, bajo un ejército comandado por el II duque de Alba, consigue conquistar el Reino de Navarra durante el verano de 1512. Diego Fernández de Córdoba intervino, junto con otros nobles castellanos, en ayuda al duque de Alba cuando los reyes navarros Juan III y Catalina I intentaron recuperar su reino en diciembre del mismo año. Este logro hizo que el 27 de diciembre de 1512 el rey Fernando lo nombrara primer virrey de Navarra y, además, elevara su señorío de Comares a marquesado, convirtiéndose en el primer marqués de Comares. Su virreinato se caracterizó por una situación difícil, donde los navarros no sentían aprecio por sus nuevos soberanos, por lo que Diego respetó escrupulosamente las leyes y fueros propios del reino, así como convocó a las Cortes navarras anualmente para evitar grandes revueltas.
Fernando el Católico, que únicamente se había considerado «depositario del reino de Navarra», formalizó la conquista al establecer durante las Cortes de Burgos de 1515 la incorporación formal de Navarra a la Corona de Castilla. En diciembre de ese mismo año, parece ser que Diego perdió el favor real, probablemente por el enfrentamiento entre el rey Fernando y parte de la nobleza castellana, que rechazaba su regencia en beneficio de su nieto Carlos. Así pues, tras tres años en el cargo, el virreinato acabó en manos del V conde de Buendía.

### Regreso a Orán
Una vez finalizada su etapa como virrey de Navarra, Diego Fernández de Córdoba regresó a Orán donde volvió a ejercer como capitán general y gobernador desde 1516 hasta su fallecimiento en 1518.
Le sucedió su hijo Luis Fernández de Córdoba y Pacheco, II marqués de Comares, XII señor de Espejo, VII señor de Lucena y VI señor de Chillón y VII alcaide de los Donceles (m. Lucena, 1564), VI y VIII gobernador de Orán de 1518 a 1520 y de 1523 a 1531, casado con su pariente Francisca de Zúñiga y la Cerda (m. abril de 1570), hija del III conde de Cabra Grande de España de Primera Clase, III vizconde de Iznájar, IV señor de Baena. Fueron suegros del III marqués de Ayamonte.[cita requerida]
| Predecesor: Rui Días Álvares de RojasMartín de Argote | Gobernador de Orán 1510 – 15121516 – 1518               | Sucesor: Martín de ArgoteLuis Fernández de Córdoba |
| Predecesor: Nueva creación                            | Virrey de Navarra Diciembre de 1512 – diciembre de 1515 | Sucesor: Fadrique de Acuña                         |